# Bristol Bombay
Бристоль Бомбей (англ. Bristol Bombay) — британский двухмоторный бомбардировщик и транспортный самолёт времён Второй мировой войны

## Разработка
В период между двумя мировыми войнами для борьбы с повстанцами в колониях, входивших тогда в состав Британской империи, ВВС Великобритании использовали особый вид самолётов — Bomber Transport. Эти самолёты, в первую очередь, предназначались для высадки десантно-штурмовых групп и перевозки грузов, но так же могли использоваться в качестве бомбардировщиков. В 1928 году для замены устаревающего двухмоторного биплана Виккерс Валенсия Министерством ВВС Великобритании была выдана спецификация C.26/31 на моноплан, способный перевозить 24 солдата или нести бомбовую нагрузку.
Опыт создания монопланов у компании Бристоль был неудачен — созданный в 1927 году истребитель-моноплан Бристоль Багшот имел недостаточную жёсткость крыла на кручение. На этот раз компания Bristol представила на конкурс более удачный проект и в марте 1933 года получила контракт от Министерства авиации на разработку и постройку прототипа.
Новый самолёт «Бристоль-130» получил крыло семилонжеронной конструкции со стальными стрингерами, часто установленными нервюрами и работающей обшивкой, в результате чего крыло отлично воспринимало крутящие нагрузки, но самолёт получился перетяжеленным.
Прототип «Типа-130» с бортовым номером К3583 взлетел 23 июня 1935 года. Испытания продолжались в течение всего 1936 года, по результатам которых в конструкцию были внесены существенные изменения: двигатель Бристоль Пегас (Bristol Pegasus) XXII мощностью 753 кВт (1010 л. с.) заменил первоначально применявшийся Пегас III мощностью 559 кВт (750 л. с.), была изменена конструкция шасси. После этого, в июле 1937 года компания Bristol получила заказ на 80 самолётов, принятых на вооружение под названием Бристоль Бомбей. Однако, сложная в производстве конструкция крыла и загруженность завода Бристоль в Филтоне задержали поставки первых машин до 1939 года и вызвали сокращение заказа до 50 штук.
Серийная сборка самолётов производилась на авиационном заводе компании Short в Белфасте. Первый серийный Bombay был облетан в марте 1939 года.

## Конструкция
Самолёт двойного назначения, транспортный и бомбардировщик, Bristol Bombay — двухмоторный цельнометаллический моноплан с высокорасположенным крылом, двухкилевым оперением и неубирающимся шасси. Экипаж состоит из трех человек.
Фюзеляж — цельнометаллический типа полумонокок. В носовой части фюзеляжа находилась кабина штурмана-бомбардира и передняя турель, за ним кабина пилота и место для радиста. Средняя часть фюзеляжа предназначалась для транспортировки 24 пехотинцев, в полной экипировке или габаритные грузы такого же веса. В хвостовой части фюзеляжа располагалась хвостовая стрелковая установка с кольцевой турелью.
Крыло — свободнонесущее цельнометаллическое. Каркас крыла — продольный силовой набор: семь лонжеронов и стальные стрингера; поперечный силовой набор: часто расположенные нервюры. Лонжероны имели стальные пояса и стенки из дюралюминия. Обшивка крыла работающая, материал дюралюминий.
Хвостовое оперение двухкилевое, разнесенное.
Шасси — трехопорное с хвостовым колесом, неубираемое. Основные стойки V-образные с широкой колеей, стойки усиливались одиночными подкосами, соединенными с мотогондолами.
Силовая установка — два девятицилиндровых однорядных звездообразных поршневых двигателя воздушного охлаждения Bristol Pegasus III, мощностью по 750 л. с. каждый. Воздушные винты трёхлопастные деревянные фиксированного шага.
Вооружение — два пулемета калибра 7,7 мм, предназначались для защиты от истребителей (один в носовой, а второй в хвостовой частях фюзеляжа). Внутренний бомбоотсек отсутствовал. Ударное вооружение состояло из 907 кг бомб, размещавшихся на подфюзеляжных подвесках. Максимальная бомбовая нагрузка 2000 кг. Бомбы размещались внутри фюзеляжа и сбрасывались вручную.

## Модификации
- Тип 130 : Прототип[2].

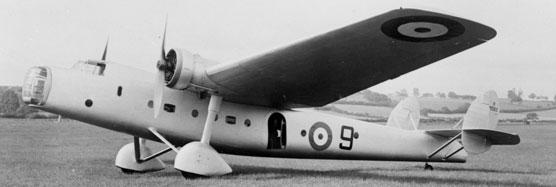
Прототип «Тип 130».

- Тип 130А Бомбей Мк I : Двухмоторный бомбардировщик/военно-транспортный самолёт. Первоначальное обозначение Тип 130 Мк II[3][4].
- Тип 137 Версия гражданского грузового самолёта. Не построен[3].
- Тип 144 Дальнейшее развитие самолёта с убирающимся шасси по спецификации B.4/34. Не построен (победителем конкурса стал Handley Page Harrow)[3].

## Тактико-технические характеристики
Характеристики соответствуют модификации Бомбей Мк. I.
Технические характеристики
- Экипаж: 3-4
- Длина: 21,12 м
- Высота: 5,95 м
- Площадь крыла: 124,65 м²
- Масса пустого: 6 265 кг
- Нормальная взлётная масса: 9 080 кг
- Силовая установка: 2 × радиальный Bristol Pegasus XXII
- Мощность двигателей: 2 × 1 010 л.с. (2 × 755 кВт)
- Воздушный винт: трёхлопастный, изменяемого шага

Лётные характеристики
- Максимальная скорость: 309 км/ч
- Крейсерская скорость: 268 км/ч
- Практическая дальность: 3 588 км (с дополнительными топливными баками)
- Практический потолок: 7 625 м
- Скороподъёмность: 3,8 м/с
- Нагрузка на крыло: 72,9 кг/м²
- Тяговооружённость: 170 Вт/кг

Вооружение
- Стрелково-пушечное:  
  - 2× 7,7-мм пулемёт Vickers K
- Боевая нагрузка: 907 кг бомб на подфюзеляжной подвеске

## Применение

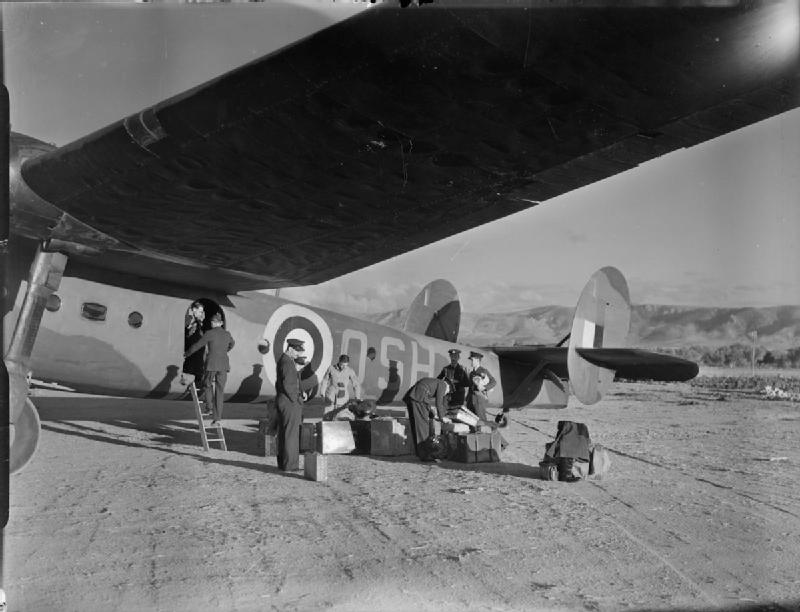
«Бомбей» из состава 216-й эскадрильи доставил персонал британских ВВС на аэродром Малеме, Крит, 1941 год.

Первый полёт «Бомбея» состоялся в марте 1939, а в сентябре уже начались поставки в 216-ю эскадрилью RAF, базировавшуюся в Египте. Хотя самолёт не подходил в качестве бомбардировщика для Европейского ТВД, «Бомбеи» использовались 271-й эскадрильей для снабжения экспедиционных сил. В июне 1940 французский пилот Жан-Франсуа Демозаи использовал брошенный «Бомбей» для перелёта с 15 другими солдатами из Франции в Англию, где стал лётчиком-асом, служа в королевских ВВС. С падением Франции, вплоть до окончания войны, самолёт использовался для военно-транспортных перевозок.
Основную службу «Бомбеи» несли на Ближнем и Среднем Востоке, где использовался для перевозки войск и припасов, переправки раненых. Основным их оператором была 216-я эскадрилья, через которую прошли почти все собранные «Бомбеи». Когда в июне 1940 в войну вступила Италия, за неимением более современных самолётов «Бомбеи» использовались в качестве ночных бомбардировщиков, сохраняя свои функции транспортных самолётов. Предусмотренная нагрузка в 250 футов бомб дополнялась импровизированными бомбами, которые выбрасывались руками из грузовой двери. Самолёты выполняли бомбовые вылеты против целей в Северной Африке, в том числе в Бенгази и Тобруке, и против Итальянского Сомали, пока достаточное количество бомбардировщиков «Веллингтон» не позволило им сконцентрироваться на транспортных операциях.
В этой роли они снабжали осаждённый Тобрук, так же вывозя из города раненых. Наиболее значимый эпизод боевой службы «Бомбея» — эвакуация греческой королевской семьи из Афин (по другим источникам — с острова Крит) в Египет 2 мая 1941 года. В том же месяце, «Бомбеи» сыграли важную роль в снабжении войск вовремя Англо-Иракской войны. 5 самолётов использовались только что образованной САС в своей первой операции на Ближнем Востоке — рейде на германские аэродромы 17 ноября 1941.
Генерал-лейтенант Уильям Готт, высший по рангу британский офицер, погибший в войне, разбился в авиакатастрофе; его «Бомбей» был сбит над пустыней 7 августа 1942. Он должен был принять командование у генерала Клода Окинлека. Из-за его смерти командующим стал генерал Бернард Монтгомери.
«Бомбеи» эвакуировали более 2,000 раненых во время боёв на Сицилии в 1943; один экипаж перевёз около 6,000 раненых из Сицилии и Италии к моменту, когда этот тип самолётов был выведен из эксплуатации в 1944.

## Эксплуатанты
Великобритания
- ВВС Великобритании[5]

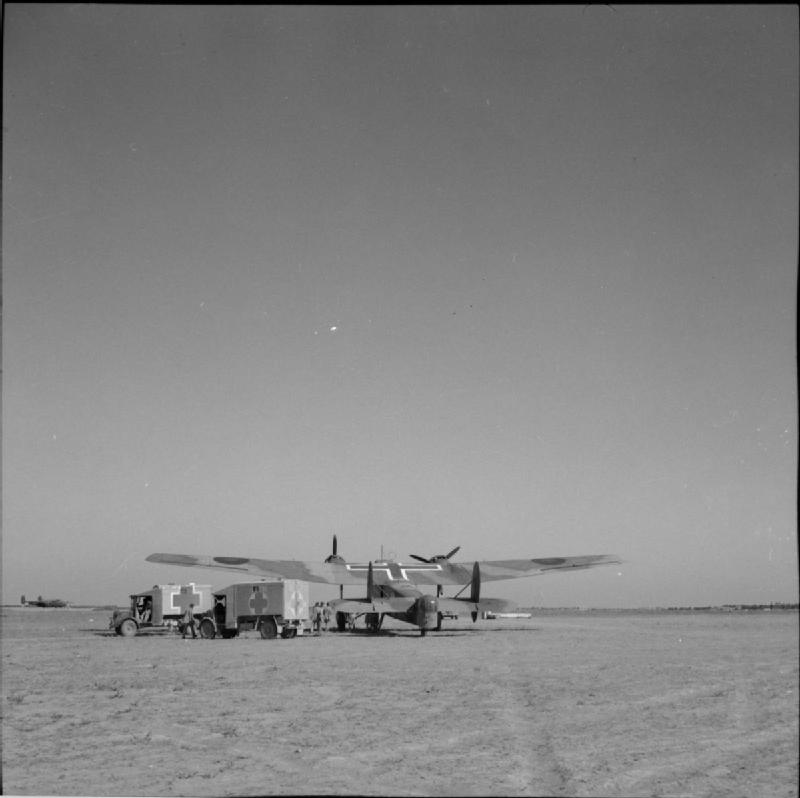
«Бомбей» 1-го санитарного авиаотряда ВВС Австралии принимает освобождённых индийских военнопленных. Сфакс, Тунис.

  - эскадрилья 117 (сформирована в апреле 1941 года на базе звена «C» 216-й эскадрильи; использовала «Бомбеи» с базы Хартум до ноября того же года);
  - эскадрилья 216 (октябрь 1939 — May 1943 гг, Египет: базы Гелиополис, Эль-Хнака и Западный Каир);
  - эскадрилья 271 (май 1940 — февраль 1941 гг, база Донкастер).

 Австралия
- ВВС Австралии:
  - 1-й санитарный авиаотряд RAAF[6], воевавший на Средиземноморском ТВД — 13 самолётов.